# Aryeh Kaplan
Aryeh Kaplan (Nueva York, 1934 - 1983) fue un físico y escritor ortodoxo judío. Fue considerado un rabino, y un gran difusor del misticismo judío, siendo sus obras una referencia ineludible para todo aquel que esté interesado en el estudio de la Cábala. Graduado como físico, supo combinar la ciencia moderna con la religión. Sus trabajos fueron publicados en español, checo, francés, inglés, portugués, ruso y hebreo. El autor ha escrito un total de 47 obras.

## Algunas Obras
- Séfer Ietzirá. (Una explicación del Séfer Ietzirá) (2004).
- El Séfer ha-Bahir. (Una explicación del Séfer ha-Bahir) (1990).
- Meditación y Cábala (1986).
- Las Aguas Del Edén - El misterio de la Mikve (1976).
- Manual del pensamiento judío (1979).
- Dios, el hombre, y los Tefilim.
- Torat Chaim. (La Torá viva) (1981).
- Una clara y moderna traducción del Pentateuco.
- Si tu fueras Dios (1983).